# Prestesteinsvatnet
Prestesteinsvatnet est un lac situé sur le plateau de Sognefjellet, au pieds de la montagne Fannaråki, à la frontière entre le comté de Sogn og Fjordane et d'Oppland, au sud de la Norvège. C'est un lac réservoir pour les centrales de Herva et Skagen. La route touristique Sognefjellsvegen passe le long du lac.